# Plaza Romana
La plaza Romana (en montenegrino: Римски трг) es una plaza de la ciudad de Podgorica, capital de Montenegro. Esta en un importante distrito financiero de la ciudad y cuenta con algunos de los más altos precios inmobiliarios en Podgorica. La plaza romana que coloquialmente se conoce como la Plaza Vektra (Трг Вектре en Montenegro), debe su nombre al centro de negocios Vektra, el primer edificio importante en la plaza.
La plaza está rodeada por la Moskovska ulica (calle de Moscú) hacia el este y el bulevar de George Washington hacia el oeste.